# Міс Всесвіт 1958
«Міс Всесвіт 1958» — сьомий конкурс краси «Міс Всесвіт», що відбувся 25 липня 1958 року в муніципальному залі Лонг-Біч у Лонг-Біч, Каліфорнія, США.
Наприкінці заходу Гледіс Зендер з Перу коронувала Лус Марину Зулуагу з Колумбії як Міс Всесвіт 1958. Зулуага була першою представницею Колумбії, яка виграла конкурс. 
У цьогорічному конкурсі краси взяли участь учасниці з тридцяти шести країн. Ведучим конкурсу був Байрон Палмер.

## Передісторія

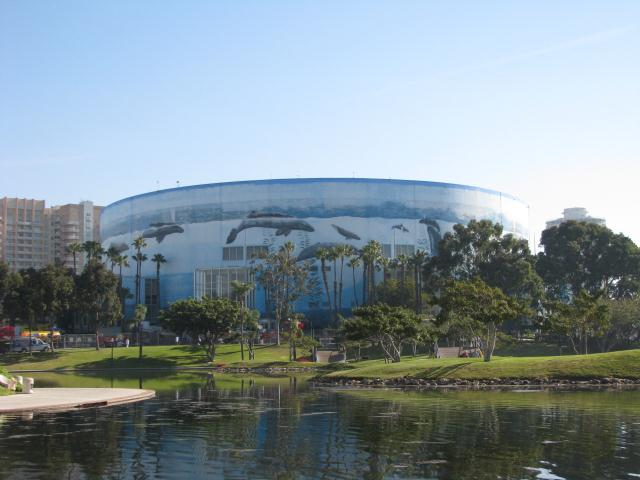
Муніципальна аудиторія Лонг-Біч, місце проведення конкурсу "Міс Всесвіт" 1958 року

### Відбір учасників
Для участі в конкурсі було відібрано красунь з тридцяти п'яти країн і територій. Двох учасниць було обрано на заміну початкового переможця, якого позбавили престолу.

#### Заміни
Лус Марина Зулуага, перша віце-міс конкурсу «Сеньйорита Колумбія 1957», була призначена на заміну Доріс Інес Гіл, сеньйорити Колумбія 1957 року, після того, як з'ясувалося, що остання вже одружена.  Джун Купер мала представляти Англію на цьому конкурсі, але була скинута з престолу після того, як з'ясувалося, що вона не відповідає мінімальному віковому вимогу.  Через скидання Купер з престолу було проведено окремий конкурс для вибору нової представниці Англії на конкурсі. Венді Пітерс виграла цей конкурс, але також була скинута з престолу після того, як з'ясувалося, що вона раніше була одружена.  Через це організатори конкурсу вирішили призначити Дороті Хейзелдайн представницею Англії на цьому конкурсі. 

#### Дебюти, повернення та відмови від участі
У цьому році дебютували Колумбія, Польща та Суринам, а також повернулися Австралія, Британська Гвіана, Чилі, Данія, Голландія, Норвегія, Сінгапур, Сполучені Штати та Вест-Індія. Данія востаннє змагалася у 1953 році, Австралія та Сінгапур — у 1954 році, Норвегія та Вест-Індія — у 1955 році, а решта — у 1956 році .
Австрія, Цейлон, Коста-Рика, Ісландія, Мартиніка, Марокко, Філіппіни, Пуерто-Рико та Туреччина відкинули можливість участі. Ханні Еренштрассер з Австрії відмовилася від  участі після перемоги в іншому міжнародному конкурсі краси.  Євгенія Вальверде з Коста-Рики відмовилася від участі, оскільки не досягла мінімального вікового обмеження. Незважаючи на те, що Вальверде було відсторонено від участі в змаганнях, їй дозволили приєднатися до попереднього відбору без нарахування балів.   Кармен Ремедіос Туасон з Філіппін відкинула можливість  участі, оскільки її родина не дозволила їй приєднатися до конкурсу.  Міс Туреччина 1958 Езель Олкай відмовилася від участі в конкурсі з невідомих причин, але взяла участь у наступному році.   Цейлон, Ісландія, Мартиніка, Марокко та Пуерто-Рико відмовилися від участі після того, як їхні відповідні організації не змогли провести національний конкурс або призначити делегата.

## Результати
| Розміщення       | Учасник |
| ---------------- | --- |
| Міс Всесвіт 1958 | - – Лус Марина Зулуага |
| 1-й віце-міс     | - – Адальгіса Коломбо |
| 2-й віце-міс     | - Гаваї – Джері Ху |
| 3-й віце-міс     | - США – Ерлін Хауелл |
| 4-й віце-міс     | - Польща – Аліція Бобровська |

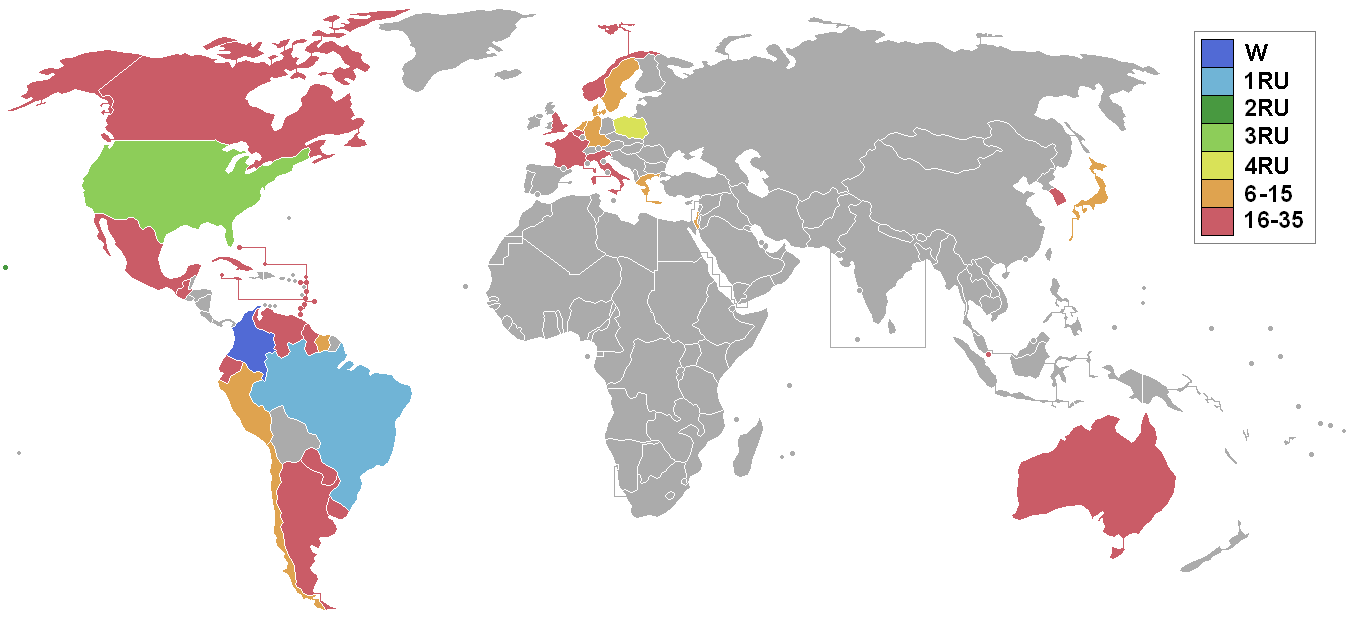
Країни та території-учасниці конкурсу "Міс Всесвіт 1958"

| Топ-15           | - Чилі – Ракель Моліна - Данія – Еві Норлунд - Греція – Марілі Калімопулу - Голандія – Корін Роттшефер - Ізраїль – Міріам Хадар - Японія – Томоко Морітаке - Перу – Беатріс Болуарте - Сурінаме – Гертруда Гуммельс - Швеція – Біргітта Ґордман - Західна Німеччина – Марліс Юнг Беренс |

### Особливі нагороди
| Нагорода              | Учасник              |
| --------------------- | -------------------- |
| Міс Дружба            | - – Томоко Морітаке  |
| Міс Фотогенічність    | - – Корін Роттшефер  |
| Міс Популярна Дівчина | - – Астрід Ліндхольм |

## Конкурс краси
Так само, як і в 1957 році, п'ятнадцять півфіналісток були обрані на попередньому конкурсі, який складався з конкурсу купальників та вечірніх суконь. Кожна з п'ятнадцяти півфіналісток виступила з короткою промовою під час фінальної телетрансляції, використовуючи свою рідну мову. Після цього п'ятнадцять півфіналісток знову продемонстрували себе  у купальниках та вечірніх сукнях, і зрештою було обрано п'ятьох фіналісток. 

### Відбіркова комісія
- Давид Арасік – ізраїльський редактор журналу Cinema [14]
- Рауль Феррада – редактор чилійської газети [14]
- Якоб Гаудаур – канадський весляр [14]
- Ма Ма Лоа – відома гавайська співачка [14]
- Мійоко Наягіта – член Асоціації жінок-художниць [14]
- Вінсент Тротта – американський художник [14]
- Альберто Варгас – перуансько-американський художник, відомий своєю картиною «Дівчата Варгас» [14]
- Ерл Вілсон – американський журналіст та колумніст [14]
- Роджер Цайлер – французький представник Комітету «Міс Європа» [14]

## Учасники
Тридцять п'ять учасниць змагалися за титул. 
| Країна | Учасниця                  | Вік | Рідне місто    |
| --- | ------------------------- | --- | -------------- |
| Аляска | Елеанор Моузес            | 20  | Фербанкс       |
| Аргентина | Селіна Мерседс Аяла       | 19  | Місьйонес      |
| Австралія | Астрід Ліндгольм          | 20  | Аделаїда       |
| Бельгія | Ліліан Телемон            | 20  | Брюссель       |
| Бразилія | Адальгіса Коломбо         | 18  | Ріо-де-Жанейро |
| Британська Гаяна | Кліо Фернандез            | 18  | Джорджтаун     |
| Канада | Айлін Конрой              | 21  | Toронто        |
| Чилі | Ракель Моліна             | 23  | Кільпуе        |
| Колумбія | Лус Марина Зулуага        | 19  | Манісалес      |
| Куба | Армінія Перс              | 21  | Гавана         |
| Данія | Еві Норлунд               | 20  | Копенгаген     |
| Еквадор | Алісія Валлехо            | 22  | Ріобамб        |
| Англія | Дороті Хейзелдайн         | 19  | Рочдейл        |
| Франція | Монік Булінге             | 21  | Париж          |
| [[Файл:Шаблон:Прапор Kingdom of Greece\|20x13px\|Kingdom of Greece]] Греція                                          | Марілі Калімополу         | 18  | Афіни          |
| Гватемала | Мая Глінс                 | –   | Гватемала      |
| Гаваї | Гері Ху                   | 18  | Гонолулу       |
| [[Файл:Шаблон:Прапор Holland\|20x13px\|Holland]] Голандія                                                            | Корін Роттшефер           | 20  | Амстердам      |
| Ізраїль | Міріам Хадар              | 21  | Єрусалим       |
| Італія | Клара Кополла             | 20  | Лаціо          |
| Японія | Томоко Морітаке           | 20  | Нагасакі       |
| Мексика | Ельвіра Летісія Різзер    | 19  | Мехіко         |
| Норвегія | Грета Андерсен            | 20  | Ставангер      |
| Парагвай | Граціела Скорса           | 18  | Асунсьйон      |
| Перу | Беатріс Буларте           | 19  | Ліма           |
| [[Файл:Шаблон:Прапор Polish People's Republic\|20x13px\|Polish People's Republic]] Польща                            | Аліція Бобровська         | 22  | Краків         |
| [[Файл:Помилка виразу: незрозуміле слово «colonial»\|20x13px\|Сінгапур]] Сінгапур                                    | Меріон Вілліс             | 19  | Сінгапур       |
| Південна Корея | О Джем-Сун                | 19  | Сеул           |
| [[Файл:Шаблон:Прапор Suriname (Kingdom of the Netherlands)\|20x13px\|Suriname (Kingdom of the Netherlands)]] Суринам | Гертруд Гаммелс           | 20  | Парамарибо     |
| Швеція | Біргітта Елізабет Гордман | 19  | Стокгольм      |
| США | Юрлін Хауелл              | 18  | Божер-сіті     |
| Уругвай | Ірен Августиняк           | 20  | Монтевідео     |
| Венесуела | Іда Маргарита Пьєрі       | 18  | Карупано       |
| Західна Німеччина | Марліс Юнг Беренс         | 19  | Мюнхен         |
| [[Файл:Шаблон:Прапор West Indies Federation\|20x13px\|West Indies Federation]] Західна Індія                         | Анджела Тонг              | –   | Порт-оф-Спейн  |